# گلیسریوس
گلیسیریوس (به لاتین: Glycerius) (زندگی در سدهٔ پنجم پس از میلاد) برای مدت کوتاهی امپراتور روم غربی از ۴۷۳ تا ۴۷۴ بود. او سپس به مقام اسقفی سالونی (در کرواسی امروزی) رسید. گلیسریوس هفتمین نفر از به‌اصطلاح امپراتوران دست‌نشاندهٔ روم غربی به‌شمار می‌رود.

## زندگی‌نامه
روم غربی پس از مرگ اولیبریوس در ۴۷۲ به مدت ۴ ماه فاقد امپراتور بود و لئوی یکم، امپراتور روم شرقی به عنوان یگانه فرمانروای حاضر در آن زمان ادارهٔ هر دو نیمهٔ باختری و خاوری را در دست گرفت. او سپس به جستجوی فرد مناسبی برای منصب امپراتوری روم غربی پرداخت اما گاندوباد، خواهرزادهٔ ریکیمر که پس از مرگ او در همان سال «ارشد سربازان» شده بود و جایگاه قدرتمندی داشت یکی از نظامیان خود به نام گلیسریوس، فرماندهٔ محافظان امپراتوری را انتخاب و او را در مارس ۴۷۳ در راونا به امپراتوری رساند.
درهمین زمان استروگوت‌ها در ناحیهٔ دانوب در حال رفت‌وآمد بودند و چنین می‌نمود که می‌خواهندوارد ایتالیا شوند، اما گلیسریوس توانست با استفاده از دیپلماسی مناسب و بدون به‌کارگیری زور، آنها را ترغیب به رفتن به گل نماید.
با این وجود لئوی یکم او را به عنوان امپراتور قانونی روم غربی به رسمیت نمی‌شناخت و گلیسریوس را غاصب تاج و تخت می‌دانست. پس علیه او وارد جنگ شد و ناوگانی را به فرماندهی ژولیوس نپوس برای مقابله با او اعزام کرد. نپوس در نزدیکی رم فرود آمد و خود را امپراتور خواند. در این زمان گاندوباد که پس از مرگ برادرانش تنها وارث پادشاهی بورگوندی شده بود ایتالیا را ترک کرد و گلیسریوس که حامیش را از دست داده بود بدون هیچ‌گونه مقاومتی تسلیم شد.
گلیسریوس پس از برکناری از امپراتوری به مقام اسقفی سالونی (اسپلیت امروزی در کرواسی) گماشته شد. روایات گوناگونی از زندگی او پس از این اتفاق وجود دارد. برخی مدعیند که گلیسریوس پیش از آنکه بتواند کارش را به عنوان اسقف آغاز کند درگذشت اما تاریخ‌نگاری به‌نام مالکوس ادعای دیگری دارد. او چنین روایت می‌کند که گلیسریوس نه تنها اسقف سالونی شد، بلکه پس از آن به مقام اسقف‌اعظمی مدیولانوم (میلان امروزی) نیز دست یافت و از همان‌جا در سال ۴۸۰، نقشهٔ ترور ژولیوس نپوس را طراحی کرد.